# Siebera
Siebera, biljni rod iz porodice glavočika raširen od istočnog Mediterana do Srednje Azije i Irana. 
Pripadaju mu dvije vrste jednogodišnjeg raslinja.

## Vrste
1. Siebera nana (DC.) Bornm.
2. Siebera pungens (Lam.) J.Gay

## Sinonimi
- Fleurotia Rchb.; Nom. 90 (1841)